# Pristimantis caprifer
Pristimantis caprifer es una especie de anfibio anuro de la familia Craugastoridae.

## Distribución
Esta especie habita entre los 50 y 950 m de altitud:
- en el noroeste de Ecuador;
- en Colombia en los departamentos de Valle del Cauca, Cauca y Nariño.[4]

## Publicación original
- Lynch, 1977 : A new frog (Leptodactylidae : Eleutherodactylus) from the Pacific lowlands of Ecuador. Copeia, vol. 1977, n.º 2, p. 282-284.[5]